# SharpDevelop
O SharpDevelop (ou #Develop) é um ambiente de desenvolvimento de código aberto para linguagens .NET. 
Ele é geralmente usado como uma alternativa para o Microsoft Visual Studio .NET.
Essa ferramenta possui características interessantes, como ter um IDE leve, autocomplete e chaves inteligentes. Ela permite escrever código em C#, Boo, HTML, ASP, VBScript e VB.NET.
Em versões mais recentes foi adicionado suporte às linguagens Python e Ruby (IronRuby)